# 토마토달걀탕
토마토달걀탕(중국어: 西红柿鸡蛋汤, 병음: xīhóngshì jīdàntāng)은 중국의 요리이다. 토마토달걀탕은 토마토, 간장, 소금, 전분을 넣어 끓이고 다시 약한불에 계란과 부추를 넣고 끓인 다음, 나중에 조미료와 참기름으로 맛을 더하는 중국음식이다. 만들기 쉬운 대표적인 중국 가정식이다. 이 음식은 영양가가 높으며, 토마토의 리코펜과 같은 성분이 함유되어있어 암발병률을 낮추는데 효과가 있다.

## 같이 보기
- 토마토달걀볶음